# Орден «Святые Равноапостольные Кирилл и Мефодий»

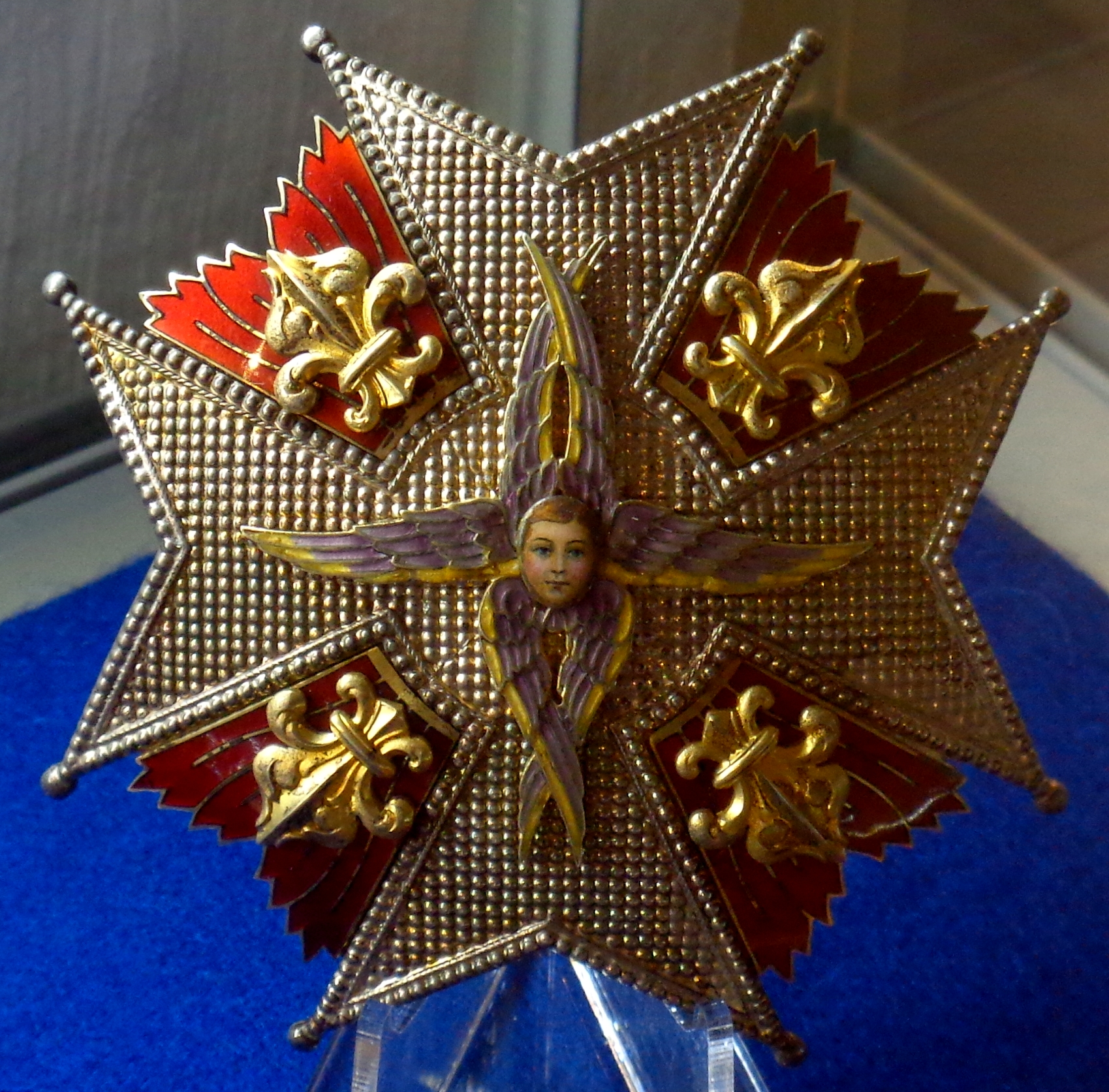
Звезда ордена

Орден «Святые Равноапостольные Кирилл и Мефодий» (болг. Орден «Светите Равноапостоли Кирил и Методий») — высшая государственная награда Царства Болгария, учреждённая 18 мая 1909 года указом царя Фердинанда I. 

## История
Орденом «Святые Равноапостольные Кирилл и Мефодий» назван в память о просветителях Кирилле и Мефодии. Орденом награждались военные, духовные и гражданские лица, достигшие высочайших мест в государственной иерархии и получившие высшие степени других болгарских орденов. Также могли награждаться чужеземные коронованные особы и князья-христиане за общечеловеческие заслуги.
За время существования ордена им были награждены 9 болгар и 52 иностранца.
После падения в Болгарии монархии и установления республиканской формы правления орден был упразднён. Болгарский царский дом в изгнании сохранил орден «Святые Равноапостольные Кирилл и Мефодий» в качестве династической награды.
В Народной Республике Болгария в 1950 году был учреждён для награждения за культурные и научные заслуги орден со схожим названием — орден «Кирилл и Мефодий», просуществовавший до 1991 года. В 2003 году в Республике Болгария учреждён орден «Святые Кирилл и Мефодий», по статусу ставший преемником предыдущего, но с внешним видом знаков, схожим со знаками царского ордена.

## Положение о награде
Для награждения военных, духовных и гражданских лиц, достигших высочайших мест в государственной иерархии и получивших высшие степени других болгарских орденов. Также могли награждаться чужеземные коронованные особы и князья — христиане за общечеловеческие заслуги.

## Описание

### Знак и цепь ордена
| Знак ордена                                                                 | Цепь ордена |                                                                             |                                                                             |                                                                             |                                                                             |                                                                             |
| Большая Магистерская цепь ордена «Святые Равноапостольные Кирилл и Мефодий» | Большая Магистерская цепь ордена «Святые Равноапостольные Кирилл и Мефодий»                                                                                          | Большая Магистерская цепь ордена «Святые Равноапостольные Кирилл и Мефодий» | Большая Магистерская цепь ордена «Святые Равноапостольные Кирилл и Мефодий» | Большая Магистерская цепь ордена «Святые Равноапостольные Кирилл и Мефодий» | Большая Магистерская цепь ордена «Святые Равноапостольные Кирилл и Мефодий» | Большая Магистерская цепь ордена «Святые Равноапостольные Кирилл и Мефодий» |
| --------------------------------------------------------------------------- | --- | --------------------------------------------------------------------------- | --------------------------------------------------------------------------- | --------------------------------------------------------------------------- | --------------------------------------------------------------------------- | --------------------------------------------------------------------------- |
| Размер знака: 75 мм х 75 мм                                                 | 28 звеньев: 14 с болгарскими львами, 7 с вензелями Фердинанда I, 7 с бурбонскими лилиями. Является привилегией только царя Болгарии, как Верховного Магистра ордена. |                                                                             |                                                                             |                                                                             |                                                                             |                                                                             |
| Большая цепь ордена «Святые Равноапостольные Кирилл и Мефодий»              | |                                                                             |                                                                             |                                                                             |                                                                             |                                                                             |
| Размер знака: 75 мм х 75 мм                                                 | 24 звена: 12 с болгарскими львами, 6 с вензелями Фердинанда I, 6 с бурбонскими лилиями                                                                               |                                                                             |                                                                             |                                                                             |                                                                             |                                                                             |
| Малая цепь ордена «Святые Равноапостольные Кирилл и Мефодий»                | |                                                                             |                                                                             |                                                                             |                                                                             |                                                                             |
| Размер знака: 75 мм х 75 мм                                                 | 26 элипсовидных звеньев. Длина цепи 50 см. |                                                                             |                                                                             |                                                                             |                                                                             |                                                                             |
| Великий крест ордена «Святые Равноапостольные Кирилл и Мефодий»             | |                                                                             |                                                                             |                                                                             |                                                                             |                                                                             |
| Размер знака: 75 мм х 75 мм                                                 | нет Носится на широкой ленте оранжевого цвета ленте через правое плечо.                                                                                              |                                                                             |                                                                             |                                                                             |                                                                             |                                                                             |

## Награждённые орденом
Подданные Болгарии (полный список):
- Фердинанд I, царь Болгарии (Большая Магистерская цепь);
- Борис III, царь Болгарии;
- Кирилл, князь Преславский;
- Иосиф I, Экзарх Болгарской православной церкви;
- Иван Евстратиев Гешов, премьер-министр;
- Васил Радославов, премьер-министр;
- Иван Вазов, народный писатель;
- Симеон, Митрополит Варненский и Преславский;
- Данаил Николаев, генерал пехоты.

Иностранцы (список неполный):
- - Монархи:
- Александр I, король Югославии.
- Виктор Эммануил III, король Италии;
- Вильгельм II, император Германии;
- Георг VI, король Великобритании;
- Карл I, император Австро-Венгрии;
- Михай I, король Румынии;
- Николай II, российский император;
- Франц Иосиф I, император Австро-Венгрии;
  - Другие:
- Игнацы Мосцицкий, президент Польши;
- Бенито Мусолини, премьер-министр Италии;
- Герман Геринг, премьер-министр Пруссии (малая цепь);
- Иоахим фон Риббентроп, министр иностранных дел Германии;
- Миклош Хорти, регент венгерского королевства.